# George Darwin
George Darwin (Down House, 9 de julio de 1845 - Cambridge, 7 de diciembre de 1912) fue un astrónomo británico, hijo del naturalista Charles Darwin. Hizo estudios sobre la fuente de energía del Sol, la forma esférica de fluidos en rotación, el problema restringido de tres cuerpos y el origen de la Luna. En 1892, ganó la medalla de oro de la Real Sociedad Astronómica de Londres, organización de la que fue más tarde presidente.

## Biografía
George Darwin nació en Down House, en el condado de Kent. Era hijo de Charles y Emma Darwin. A los once años empezó la escuela secundaria en Clapham, donde estudió con Charles Pritchard, y en 1863 entró en el Saint John's College de la Universidad de Cambridge, aunque pronto se trasladó al Trinity College de la misma universidad, donde su tutor fue Edward John Routh.
Se graduó en 1868 como segundo wrangler, cuando también ocupó el segundo lugar en el premio Smith y recibió una beca universitaria. Fue admitido en la barra en 1871, pero regresó a la ciencia después. En junio de 1879 fue elegido miembro de la Royal Society de Londres. Fue Profesor Plumiano de Astronomía y Filosofía Experimental en la Universidad de Cambridge hasta 1884.
Profesor de Física Experimental, en 1885 resultó elegido miembro de la dirección meteorológica. Estudió los efectos de la marea en los planetas. Usando métodos introducidos por Pierre-Simon Laplace y William Thomson, aplicó un modelo para el origen del sistema solar, hoy en día considerado incorrecto. Realizó un estudio mayor del problema de los tres cuerpos en el caso de las órbitas del sistema Sol-Tierra-Luna. También estudió la estabilidad de fluidos en rotación motivado por su interés en la Luna, para explicar como pudo ser formada por un fluido fundido procedente de la Tierra.
Además, fue presidente de la Real Sociedad Astronómica entre 1899 y 1900 y ganó la medalla de oro de esa sociedad en 1892.
En 1911 recibió la Medalla Copley.

## Teoría del origen de la Luna
Tras cálculos matemáticos Darwin concluyó las trayectorias de la Luna en el pasado llegando a colisionar con el mismo planeta Tierra, este descubrimiento originó una de las actuales teorías de la formación lunar que trata que en un periodo de aproximadamente 4500 millones de años. La Tierra era una masa semisólida, con bastante facilidad de deformarse, que tras su movimiento se desgarra una gran parte de su superficie y manto al espacio y tras la atracción gravitatoria la Tierra la toma como su Luna, así seguiría los cálculo de Darwin de forma ascendiente hasta por fin alejarse como hoy lo es con solo un 16 % de influencia, lo cual no era la de ese instante.

### Descubrimientos a favor de la teoría de Darwin
Usando un láser desde un observatorio con un espejo desde la luna, se mide la distancia de la Tierra-Luna se ha comprobado que se mueven unos cuantos centímetros (16 aprox.) por año, justificando los cálculos de Darwin.

### Descubrimientos en contra de la teoría de Darwin
La misión Apolo que llegó a la luna estudió la corteza lunar en busca de una especie rocosa muy semejante a la terrestre, pero los resultados fueron negativos, esto si fuese positivo daría cada vez más certeza de la teoría.
Además de esto la teoría del gran impacto toma tanta fuerza que es la más creíble en la actualidad es del impacto de un objeto del tamaño de marte es decir 1/2 de la Tierra, el planeta se llamaba Theia, se cree que este planeta orbitó cerca de la órbita de la Tierra y por la gravedad, progresivamente se fueron acercando hasta colisionar, Theia era un planeta rocoso como la Tierra y podría albergar vida, ya que hay varias variantes de esta teoría, impactó contra la tierra en un ángulo oblicuo que cambió el eje de rotación a sus actuales 23,6°, gracias a este ángulo oblicuo se formó la Luna porque si el ángulo del choque fuera de 90° se habría formado un sistema de anillos que pronto se absorbería, pero lo lanzó a una distancia aceptable para formarse lunas y en el cabo de un día se formaría la Luna.

## Familia
George Darwin se casó en 1884 con Martha (Maud) du Puy, hija de Charles du Puy, oriundo de Filadelfia, con quien tuvo cinco hijos:
- Gwendoline (Gwen) Mary (1885−1957), artista y autora
- Charles Galton (1887−1962), físico y matemático
- Margaret Elizabeth (1890−1974), casada con sir Geoffrey Keynes (1887−1982)
- William Robert (1894−1970)
- Leonard Darwin (1899–1899)